# Ivan Firotto
Ivan Firotto (San Donà di Piave, 22 giugno 1935 – San Donà di Piave, 2 aprile 2008) è stato un calciatore italiano, di ruolo attaccante.
È deceduto nel 2008 all'età di 72 anni a causa di un male inguaribile.

## Carriera
Firotto esordì giovanissimo in Serie C nel Sandonà nella stagione 1950-51. Già in quella annata si mise subito in evidenza segnando dieci reti, tanto da essere ceduto al termine di quella stagione al Genoa, in Serie B. In quell'occasione furono ben tre i giovani giocatori sandonatesi passati ai rossoblù, assieme al giovane Firotto si trasferirono a Genova il portiere Dalla Villa e il centrocampista Rino Carlini.
Con il Genoa Firotto esordisce nella stagione 1952-53, campionato nel quale la squadra rossoblù conquista la promozione in serie A. In maglia rossoblù esordisce il 4 gennaio 1953 in Fanfulla-Genoa (1-1), gara nella quale segna anche la sua prima rete .
L'anno seguente avviene il suo esordio in Serie A nel derby con la Sampdoria del 22 novembre 1953 terminato con la vittoria dei blucerchiati per 1-0 . In maglia rossoblù giocò a fianco di giocatori come Fosco Becattini, Giorgio Dalmonte e Attilio Frizzi. Con il Genoa segnò complessivamente dieci reti, fra cui una nella stracittadina di Ognissanti del 1957, vinta dai rossoblù per 3-1.
Sono state cinque le stagioni consecutive giocate da Firotto in Serie A, sempre con la maglia del Genoa con l'eccezione della stagione 1956-57 nella quale andò in prestito alla SPAL di Paolo Mazza. Complessivamente sono state 46 le presenze di Firotto nella massima serie con dodici reti segnate, fra cui il gol del pareggio nel Derby della Lanterna del 1º novembre 1957 poi vinto dal Genoa per 3 a 1.
Nella stagione 1958-59 venne ceduto al Como scendendo così in serie cadetta, categoria nella quale ha collezionato complessivamente ventitré presenze e quattro reti. Seguirono poi due stagioni in serie C con la maglia dell'Ascoli.

## Palmarès
- Campionato italiano di Serie B: 1

Genoa: 1952-1953